# Plesiocetus
Il plesioceto (Plesiocetus) è un genere di cetacei estinti, vissuti nel Miocene superiore, nel periodo compreso da 11,6 e 1,8 milioni di anni fa, i cui fossili sono stati ritrovati in Europa, Nordamerica e Sudamerica. Si tratta di uno dei cetacei più primitivi della famiglia balenottere.

## Descrizione
Il plesiocetus era un cetaceo appartenente ai Misticeti; nonostante fosse piuttosto primitivo, aveva già sviluppato le caratteristiche tipiche delle balene moderne: ossia possedeva una grande apertura boccale dotata di fanoni con cui catturava le prede grazie al ram-feeding. La lunghezza totale dell'animale doveva essere intorno ai 5-6 metri, ma è un dato impreciso in quanto gli unici fossili ritrovati di questo animale sono resti del cranio.

## Classificazione
Plesiocetus fu soggetto a diverse riclassificazioni: precedentemente furono suddivise le specie P. burtinii, P. hupschii e P. garopii. I primi due furono assegnati al genere Plesiocetopsis, prima ancora attribuiti al genere Cetotherium, poi al genere Aglaocetus; mentre la specie P. garopii venne in un primo tempo indicata come balaenoptera musculoides, in seguito venne rimossa e tutt'oggi rimane priva di classificazione. Oggigiorno rimangono  ben 10 specie diverse di Plesiocetus.

## Paleobiologia ed evoluzione
Data la varietà di reperti, era chiaro che il Plesiocetus era un cetaceo che popolava gran parte degli oceani e dei mari del mondo. Vista anche la localizzazione dei fossili (Plesiocetus brialmontii in belgio, Regno Unito e Paesi Bassi; Plesiocetus cortesii in Italia; Plesiocetus dubius in Belgio, Francia, Regno Unito, e Paesi Bassi; Plesiocetus dyticus in Argentina; Plesiocetus giganteus in Belgio; Plesiocetus intermedius in Belgio; Plesiocetus minor in Belgio; Plesiocetus occidentalis in Messico e Stati Uniti d'America Plesiocetus rostratus in Belgio; e Plesiocetus tertius anch'esso in Belgio) è possibile confermare che questo animale preferiva le acque fredde, oppure come fa la balaenoptera musculus di oggi, migrano in quei territori durante l'estate per cibarsi in abbondanza.